# Língua dhurwa
Dhurwa (Oriá: ପରଜି, Devanágari: दुरुवा) ou Parji  uma língua dravídica central falada pela tribo Dhurwa da Índia nos distritos de Koraput e Bastar no estado Chhattisgarh. O idioma está relacionado a língua ollari e língua kolami, que são faladas por outras tribos vizinhas.

## Classificação
Dhurwa é um membro da família das línguas dravídicas centrais.

## Escrita
Dhurwa é uma língua falada e geralmente não é escrita. Sempre que escrit, usa-se o Devanágari no distrito Bastar e o Oriá, em Koraput.
Em 2019, o professor Prasanna Sree da Universidade de Andra Pradexe criou um novo alfabeto para Dhurwa.

## Dialetos
Existem quatro dialetos: Tiriya, Nethanar, Dharba e Kukanar, que são mutuamente inteligíveis.

## Fonologia
A escrita Dhurw é um abugida
|             |           | Labial | Dental | Retroflexa | Palatal | Velar | Glotal |
| ----------- | --------- | ------ | ------ | ---------- | ------- | ----- | ------ |
| Plosiva     | surda     | p      | t      | ʈ          | c       | k     |        |
| Plosiva     | sonora    | b      | d      | ɖ          | ɟ       | ɡ     |        |
| Fricativa   | Fricativa |        | (s)    |            |         |       | (h)    |
| Nasal       | Nasal     | m      | n      | ɳ          | ɲ       | ŋ     |        |
| Aproximante | central   | ʋ      |        |            | j       |       |        |
| Aproximante | Lateral   |        | l      |            |         |       |        |
| Vibrante    | Vibrante  |        | ɾ      | ɽ          |         |       |        |